# Ulla-Lena Lundberg
Ulla-Lena Lundberg (Kökar, 14 juli 1947) is een Zweedstalige schrijfster uit Åland.
Haar boeken werden vertaald in meerdere talen, waaronder Fins, Deens, Duits, Russisch en Nederlands.

## Levensloop
Ulla-Lena Lundberg groeide op in een domineesfamilie op het eiland Kökar. Als kind begon ze al te schrijven, en haar debuut, de dichtbundel 'Utgångspunkt' verscheen in 1962, toen ze 15 jaar oud was.
Toen ze als student deelnam aan een uitwisselingsproject beschreef ze haar belevenissen in de Verenigde Staten en Japan.
In het algemeen beschouwt men haar boek 'Kökar' uit 1976 als haar doorbraak. Hierin beschrijft ze verhalen van haar mede-eilandbewoners naar aanleiding van interviews met hen. Later zou ze nog twee romans schrijven die zich afspelen op Kökar over het fictieve personage Anna in 'Kungens Anna' en 'Ingens Anna'.
Lundberg leefde twee jaar in de Afrikaanse landen Botswana, Zambia, Kenia en Tanzania, wat haar inspireerde tot het schrijven van meerdere boeken.
In 1985 rondde ze een studie aan de Åbo Akademi af met een afstudeerwerkstuk Franciskus i Kökar over de kolonisatie van Kökar door Franciscanen die er lange tijd een klooster hadden.
In 1986/'87 was ze werkzaam als docent en writer in residence aan de universiteit van Minnesota.
Over een verblijf van vier maanden in Siberië in 1993 schreef ze een autobiografisch psychologisch reisverslag. Dit is tot nog toe - internationaal gezien - haar succesvolste boek.

## Prijzen
- Voor Leo kreeg Lundberg in 1990 de Dank voor het boek-medaille.
- Ze werd in 1998 voor Regn bekroond met de Runebergprijs.
- In 2012 kreeg ze voor Is de prestigieuze Finlandiaprijs, waarvoor ze ook al driemaal een nominatie had gekregen, voor de boeken Sand (1987), Leo (1989) en  Marsipansoldaten (2001).

- De Åbo Akademi verleende haar in 1993 een eredoctoraat.
- Op 21 maart 2009 werd een Ålandse postzegel uitgegeven met de beeltenis van Ulla-Lena Lundberg naast een afbeelding van het schip 'Leo' uit een van haar boeken.

### Als auteur
- Utgångspunkt (poëzie, 1962)
- Strövtåg (reisverslag, 1966)
- En berättelse om gränser (reisverhalen, 1968)
- Gaijin-utlänning i Japan (reisverhalen, 1970)
- När barometern stod på Karl Öberg och andra hörspel (radio-hoorspel, 1974)
- Kökar (reality, 1976)
- Tre afrikanska berättelser (roman-trilogie, 1977)
- Öar i Afrikas inre (essay, 1977)
- Kungens Anna (roman, 1982)
- Ingens Anna (roman, 1984)
- Franciskus i Kökar (afstudeerscriptie, 1985)
- Sand (roman, 1986)
- Leo (roman, 1989)
- Stora världen (roman, 1991)
- Sibirien (reisverhalen, 1993) - vertaald in het Nederlands: Siberië / een zelfportret met vleugels
- Allt kan man önska sig (roman, 1995)
- Regn (roman, 1997)
- Marsipansoldaten (roman, 2001)
- Människan och målaren (biografie van Åke Hellman, co-auteur: Erik Kruskopf, 2005)
- Hundra År i Gammelgård (historisch verhaal, co-auteur: Lasse Hoffman en Unni Malmgren, 2006)
- Is (roman, 2012)

### Als uitgever
- Vackre Alen. Memoarer av Algot Lundberg. (autobiografie van Algot Lundberg, 1981)
- Männen som kom från havet. Jakthistorier från Kökar (2000)